# Uğur Köken
Uğur Köken (Istanbul, 28 novembre 1937) è un ex calciatore turco, di ruolo centrocampista.

## Carriera
Uğur Köken è stato una leggenda del Galatasaray, squadra nella quale rimase dal 1959 al 1973 dopo aver giocato dal 1956 al 1959 nelle giovanili dei giallorossi. Con la casacca degli Aslanlar ha indossato la fascia di capitano dal 1971 fino alla fine della sua carriera. Con la squadra di Istanbul, sua città natale, ha vinto 6 campionati turchi, 5 Coppe nazionali, 3 Supercoppe di Turchia e 4 TSYD Cup partecipando a diverse edizioni di Coppa Campioni.
Fu chiamato 12 volte, tra il 1962 e il 1968, nella nazionale turca.

## Palmarès
- Süper Lig: 6

Galatasaray: 1961-1962, 1962-1963, 1968-1969, 1970-1971, 1971-1972, 1972-1973
- Türkiye Kupası: 5

Galatasaray: 1962-1963, 1963-1964, 1964-1965, 1965-1966, 1972-1973
- Türkiye Süper Kupası: 3

Galatasaray: 1966, 1969, 1972
- TSYD Cup: 4

Galatasaray: 1963, 1966, 1967, 1970